# Fermín IV
Fermín IV Caballero Elizondo (* prosinec 1974) je mexický rapper, nejvíce znám je ovšem jako hlavní rapper skupiny Control Machete, kterou založil v roce 1996 s přítelem Pato.

## Život a kariéra

### Sólo alba
- 2002: Boomerang
- 2017: Odio/Amor

### Control Machete
- 1996: Mucho Barato
- 1999: Artilleria Pesada presenta
- 2002: Solo Para Fanaticos
- 2003: Uno, Dos Bandera